# GPR25
GPR25, G protein-spregnuti receptor 25, je protein koji je kod čoveka kodiran GPR25 genom.

## Literatura
1. ↑  Jung BP, Nguyen T, Kolakowski LF Jr, Lynch KR, Heng HH, George SR, O'Dowd BF (1997). „Discovery of a novel human G protein-coupled receptor gene (GPR25) located on chromosome 1”. Biochem Biophys Res Commun. 230 (1): 69—72. PMID 9020062. doi:10.1006/bbrc.1996.5828.
2. ↑  „Entrez Gene: GPR25 G protein-coupled receptor 25”.

## Dodatna literatura
- Strausberg RL; Feingold EA; Grouse LH;  . (2003). „Generation and initial analysis of more than 15,000 full-length human and mouse cDNA sequences.”. Proc. Natl. Acad. Sci. U.S.A. 99 (26): 16899—903. PMC 139241 . PMID 12477932. doi:10.1073/pnas.242603899.
- Gerhard DS; Wagner L; Feingold EA;  . (2004). „The status, quality, and expansion of the NIH full-length cDNA project: the Mammalian Gene Collection (MGC).”. Genome Res. 14 (10B): 2121—7. PMC 528928 . PMID 15489334. doi:10.1101/gr.2596504.
- Sherva R; Miller MB; Lynch AI;  . (2007). „A whole genome scan for pulse pressure/stroke volume ratio in African Americans: the HyperGEN study.”. Am. J. Hypertens. 20 (4): 398—402. PMC 1997287 . PMID 17386346. doi:10.1016/j.amjhyper.2006.10.001.